# Ashk Dahlén
Ashk Peter Dahlén, född 3 juni 1972 i Teheran, är en iransk-svensk språkvetare och översättare. Han är docent i iranska språk vid Uppsala universitet och hans forskningsområde omfattar huvudsakligen persisk litteratur, iransk religionshistoria och filosofi.

## Biografi
Dahlén kom till Sverige 1973 som adoptivbarn från Iran och är gift med den iransk-svenska poeten Mana Aghaee.
Han har studerat orientalistik, iranistik och religionshistoria vid universiteten i Uppsala, Stockholm och Teheran. Han disputerade i Uppsala 2002 för filosofie doktorsexamen i iranska språk. Avhandlingen behandlar den kunskapsteoretiska och hermeneutiska diskussionen om islamisk lag i det nutida Iran och publicerades 2003 med titeln Islamic Law, Epistemology and Modernity (Routledge, New York). För denna studie belönades han år 2004 med Vitterhetsakademiens Beskowpris. 2014 utnämndes han till docent i iranska språk vid Uppsala universitet.
Dahlén är översättare av klassisk persisk litteratur till svenska. Han debuterade 2001 med Vassflöjtens sång, en samling tolkningar av mystikern Jalal al-din Rumis poesi. Denna bok ingår i Alla Tiders Klassiker-serie. Han utkom 2005 med en översättning av Fakhr al-din Araqis Gnistornas bok som är en introduktion till sufismen. 2007 publicerade han Dikter, en kritikerrosad samling tolkningar av den persiske nationalpoeten Hafiz lyrik. 2010 utkom han med en översättning av Nizami Aruzis furstespegel Fyra skrifter som ger en rundmålning av det intellektuella livet i medeltida Iran. Han är även redaktör för Persiska litteraturen (2011) som innehåller hans läromästare Bo Utas samlade essäer och översättningar på svenska i två band. 2023 blev han den förste att till svenska översätta Zarathustras Sånger, ett diktverk som utgör det äldsta litterära alstret på ett indoeuropeiskt språk, från avestiska.
Dahlén var 2003-2004 gästforskare i persisk litteratur vid Teherans universitet (med stöd från STINT - Stiftelsen för internationalisering av högre utbildning och forskning) och 2006-2008 forskare i iransk idéhistoria vid Kungliga Vitterhetsakademien. Han var 2009–2012 Associate Professor i persiska vid Universitetet i Oslo och har även undervisat i iranistik vid Stockholms universitet och Uppsala universitet. Han är sedan 2013 verksam vid Institutionen för lingvistik och filologi vid Uppsala universitet. 
Dahlén invaldes 2003 som ledamot av Svenska Forskningsinstitutet i Istanbuls forskarkollegium och 2015 av Nathan Söderblom-sällskapet i Uppsala. Han är grundare av och tidigare ordförande i Skandinaviska Sällskapet för Iranistik (Scandinavian Society for Iranian Studies) som inrättades i Oslo 2010.

### Översättningar
- Jalal al-din Rumi, Vassflöjtens sång, Lund: Ellerströms, 2001 (2:a uppl. 2009).
- Fakhr al-din Araqi, Gnistornas bok, förord av Bo Utas, Umeå: Rosengårdens, 2005.
- Shams al-din Hafez, Dikter, förord av Finn Thiesen, Umeå: Rosengårdens: 2007 (2:a uppl. 2010; rev. pocket, Umeå: H:ström, 2021).
- Nizami Aruzi, Fyra skrifter, Stockholm: Bokförlaget Atlantis, 2010.
- Zarathustra, Sånger, Umeå: H:ström, 2023.

### Böcker
- Ashk Dahlén & Simon Sorgenfrei (red.), Kärleken begär att detta tal skall fram: Jalal ud-din Rumis liv, lära och lyrik, Stockholm: Molin & Sorgenfrei, 2008.
- Modern persisk grammatik, Stockholm: Dragoman, 2010 (2014, 2017, 2023).
- Persiska för nybörjare, Stockholm: Dragoman, 2012 (2016, 2023).
- Ashk Dahlén & Carina Jahani (red.), Iran: 4 000 år av historia, konst, religion, litteratur och språk, Uppsala: Uppsala universitet, 2014.
- Ashk Dahlén (red.), Antikens Persien, Umeå: H:ström, 2016.
- Ashk Dahlén (red.), Achaemenid Anatolia: Persian presence and impact in the Western satrapies 546–330 BC, Uppsala: Uppsala universitet, 2020.

## Priser och utmärkelser
- 2002 The Global Village Lecture priset, Stiftelsen Abrahams barn, Djursholm.[10]
- 2004 Beskowpriset, Kungliga Vitterhets Historie och Antikvitets Akademien, Stockholm.[5]